# Sedum telephium
Sedum telephium o Hylotelephium telephium es una pequeña suculenta perenne de la familia de las crasuláceas. Oriunda de las regiones montañosas de Europa central y meridional donde crece en los bosques, setos y áreas umbrías.

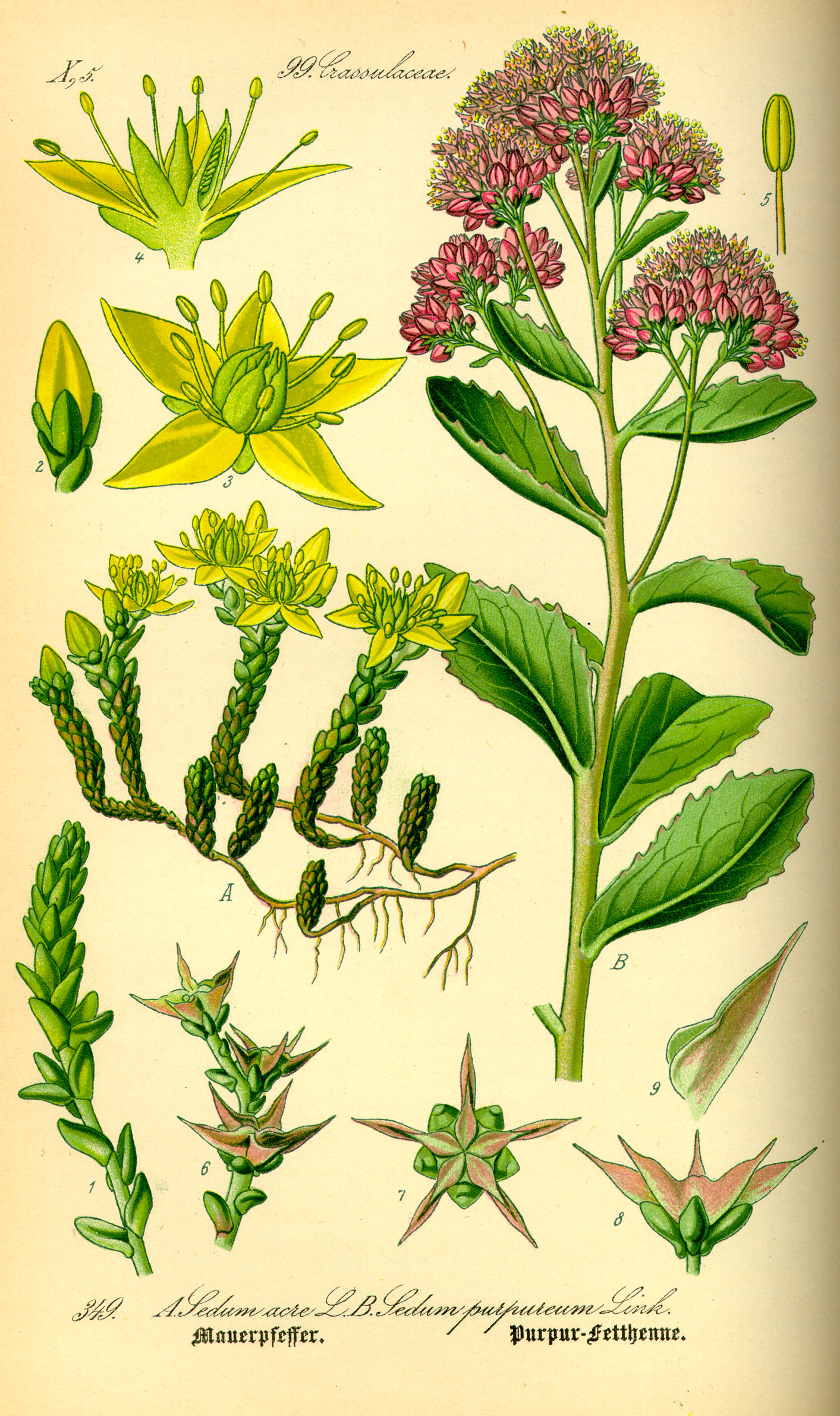
Ilustración

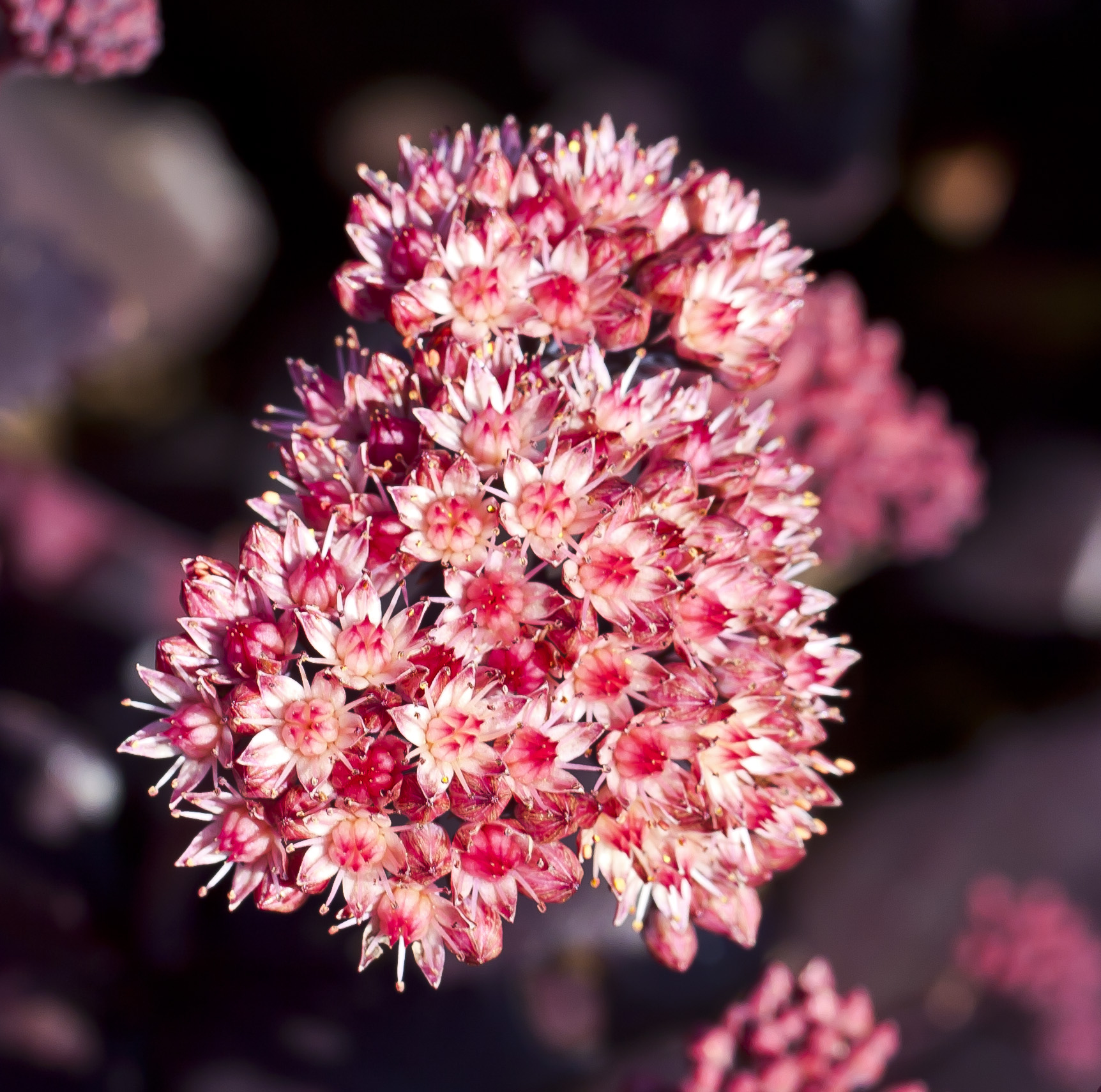
Ejemplar en el jardín botánico de Tallin, Estonia.

## Características
Como todas las especies de este género, es una planta muy bien adaptada a la sequía, debido a la capacidad de almacenar agua en sus hojas. De porte erguido, puede alcanzar de 30 a 60 cm de altura. Tiene una gran raíz perenne y carnosa que forma pequeños tubérculos en forma de nabo que tienen un color grisáceo.  Posee numerosos tallos erectos, no ramificados, que son redondos de color rojo y muy sólidos. Las hojas son planas, carnosas de color azul verdoso, dentadas, alternas y muy numerosas. Las hojas superiores son redondeadas y sésiles y las inferiores son de mayor tamaño (hasta 5 cm de longitud), aladas y con un peciolo corto.  Las inflorescencias, surgen de tallos terminales en cabezas florales densas de color púrpura, tintada a veces con tonalidades blancas o rosa pálido. 

## Medicina popular
Se piensa que la principal virtud de esta planta es que sana llagas, heridas y es el remedio inmediato para las picaduras de ortigas, también se le atribuyen otras virtudes como cicatrizante y callicida, está demostrado que aplicando directamente la hoja sobre los callos, consigue que estos se ablanden.
Parte usada: Las hojas (separar la fina piel de la cara inferior y aplicar directamente sobre quemaduras, cortes, llagas, picaduras de ortiga y heridas en general).        
- Es astringente y mucílagosa, usada para tratar la diarrea
- Las hojas hervidas con leche en forma de emplasto son usadas para tratar hemorroides y fisuras anales no infectadas
- La planta contiene telephiína, flavonoides, mucílagos, azufre y azúcares
- Sirve de insecticida al quemarla

## Taxonomía
Sedum telephium fue descrita por Carlos Linneo y publicado en Species Plantarum 1: 430. 1753.
Etimología
Ver: Sedum
telephium: epíteto derivado de Telephus, el hijo de Hércules, que según la mitología, descubrió sus propiedades medicinales. 
Sinonimia
- Sinónimos de Sedum telephium

## Nombres comunes
- Castellano: hierba callera, orpina, hierba de sanalotodo
- anacanseros común, faba crasa, fabaria, piñuela, yerba callera.[2]